# ああっ女神さまっの登場人物
ああっ女神さまっの登場人物（ああっめがみさまっのとうじょうじんぶつ）は、藤島康介による漫画およびそれを原作とするアニメ『ああっ女神さまっ』の登場人物の一覧である。
1993年の本作OVA版製作の際、主要人物の多くに、主人公の森里螢一の（連載開始当初の）年齢設定に近い世代の声優たちが起用され、以降、2011年の講談社OAD版までの約18年間声優陣の大幅な変更は行われていない。
また物語の進行に従って、若干性格付けが変化したキャラクターもいる。本記事は主に最新巻ないし最終登場時の描写を基準としている。また、一部のサブキャラクターの苗字はかつて勇名を馳せた模型メーカーの名前が使われている。（例）田宮、長谷川（ハセガワ）、青嶋（アオシマ）、大滝など。

## 主要人物

### 主人公
森里 螢一（もりさと けいいち）
声 - 菊池正美（OVAの幼少期は緒方恵美、アニメ化以前のイメージドラマCDでは山口勝平）
本作の主人公。北海道釧路市出身。身長160cm。機械いじりとオートバイが趣味の平凡で真面目な大学生。少々へタレだが、優しく思いやりのある性格。現在、猫実工業大学5回生で、これは第一外国語と混同し、単位が必要な第二外国語を履修していなかったための留年。田宮ら先輩たちが卒業するにあたり自動車部部長に就任した。留年後は、必要な単位取得のみの登校のため、自動車部は実質的には引退をしていたが、部長職の引継ぎをしていなかったため、留年後も部長職だったことを後輩の長谷川空に会計報告承認の際に指摘を受けた。その際ベルダンディーの助言により紆余曲折あるも長谷川に部長職を引継ぐ。普段はモーターサイクルショップ「WHIRL WIND（ワールウインド）」で働く。
オートバイの運転の腕はかなりのものである。また機械いじりの才能は異世界の機械種族をして「機械の気持ちがわかる人間」と言わしめるほどで、設計から整備・改造まで、全てをこなす。
身長に関してかなりのコンプレックスを持っているようでベルダンディーとの初対面の際も自身の背の低さを嘆いている。
愛車はBMWのサイドカー、レンシュポルト・オスカー・リーブマン・スペシャル風のオリジナルで、自ら分解整備を日課のように行っている。祖父の手ほどきによる飛行機の操縦や、あまり人前で披露できるレベルのものではないようだがギターも演奏できる。歌唱力は女神であるベルダンディーも認めるほど高い。以前は水泳が苦手だったが、ベルダンディーの手ほどきによってある程度泳げるようになる。
ベルダンディーとの絆は非常に深く、相思相愛。終盤、神属と契約者＝人間との性交を成させぬシステムがあることがヒルドにより暴露され、さらに異種族恋愛審問官とゲートにより「過去の　神と人間の悲恋」を体験させられてなお、ベルダンディーへの愛情を持ち続けている。
女神たちと一緒に生活し、また一時的な天使との共生により、人間でありながら天使に対する受容体ができていたり、異世界の者（ヴェルスパーほか、魔属）と対等に渡り合うなど超人的に見える描写が散見される。

### 三女神
三女神の名前は北欧神話のノルン三姉妹に由来する。外見に関してはほぼオリジナルとの共通点は見られない上に性格も異なる。三姉妹が使う共通の法術としては分身を作ったり身体の縮小化、瞬間移動が可能なこと、衣服を原子レベルで組み替えて変化させることが可能なことが挙げられる。また3人とも運動神経は良いようである。
 ベルダンディー［Belldandy］
声 - 井上喜久子（井上の産休により『ああっ女神さまっ 小っちゃいって事は便利だねっ』第1話 - 第13話のみ岡村明美が代役、アニメ化以前のイメージドラマCDでは日髙のり子、OVAの幼少期は冬馬由美）
本作のメインヒロイン。165cm、スリーサイズは83-57-84。
ウルドとは異母姉妹、スクルドとは実の姉妹の女神。その容姿と性格から幅広い人気を持っている。眉毛は太めで眉間がやや広い。
容姿は誰もが見とれるほどの美貌の持ち主。また非常に小顔でありスタイルも悪くはない。正しく「女神」に相応しい。
容姿に関しては初期はインド人的な風貌にバンダナを巻いた姿であったが途中からはブロンドに長髪を結んだエキゾチックな姿が定番となる。
実はかなりの甘党でチョコレートなどの菓子類が好物。
「お助け女神事務所」所属、1級神2種非限定。現在を司る。螢一と共に他力本願寺に居住。日本語版では「ベルダンディー」と呼ばれているが英語圏のコミックやアニメでは「ベル」という愛称に省略されている。
ユグドラシルシステムと唯一直結している。
猫実工大には正式に入学していないが、留学生としての学籍を手に入れ、螢一と一緒に通学している。自動車部も正式な部員ではないが、周囲からは部員同然に扱われている。現在は正式に「WHIRL WIND」で事務員として働いている。
当初は螢一のことを契約者として見ていたようだが、共に行動している内に螢一の人柄・心優しさ・懐の大きさに触れ現在は一人の男性として心から信頼し、愛している。
おっとりとした性格であるが、少し抜けている面もある。もともとは（恋愛に関して）積極的な一面や、子供っぽい一面も持っていたが、ウルド、スクルドの登場で、それらの描き分けはベルダンディーの姉妹のキャラクター性に引き継がれた。
内向的な面もあり、極度の赤面症で、恥ずかしくなると顔が赤くなる。
相手の感情を色で判断することができる（複雑なものはわからない）。また額を相手に近づけることによって相手の過去の記憶を探ったり念力によって過去の出来事を再生させることもできる。
歌が好きで良く口ずさんでおり、その歌唱力は超一流である。だが、他の法術の影響を受け暴走すると、周囲一帯の全てを魅了する恐るべき力を持つ（本人に自覚無し）。
家事全般が得意で家庭的な印象が強いが、天上界のほうきレースで六連覇を成し遂げたり、資格マニアでワルキューレの資格も持っているなど、活動的な一面も持っている。
誰に対しても優しく接し、その有りのままを愛するため、人望は極めて厚い。また、普段は滅多に怒ることはないが、まれに本気で腹を立てた際は口調は静かながらも迫力は凄まじく、その時はウルドやスクルドでも逆らえない。
法術は大抵のものをそつなくこなせるが、特に風を使った術を得意とする。鏡を使って瞬間的な空間移動を行うが、鏡以外でも光を反射する物（キーホルダーのメッキ部分など）なら可能である。また、天使の「ホーリーベル（清らかなる鈴の音）」を従えており、大規模な法術を使用する場合は、彼女にサポートを頼むことがある。
法力はかなり高く、普段は左耳のピアス（封環）で封印している。法術を使用することにより、体力も大きく消耗するため、法術を使い過ぎるとどこでも寝入ってしまう（これはベルダンディーが睡眠によって活動エネルギーを蓄えるためである）。
原作で一度、女神免許の更新を忘れて免許を失効させてしまい（TVアニメ第二期では、浄化術における最高級法術・破魔滅却を使用したことに対するペナルティとしての免許停止）、再発行までの1週間の期間中、法術が使えない「普通の女性」となったことがある。
紅茶を好み、銘柄など、紅茶全般に造詣が深い。
酒を飲んでも酔わないが、なぜかコーラを飲むと酔って泣き上戸になる（酔っていても、困っている人の願いを叶えようとするが、法力が暴走気味となり、辺り構わず幸福をばらまく。しかし、幸福の絶対量は決まっているため、反動で起こる不幸はすべて螢一が被ることとなった）。
螢一に女性が好意の有無関係なく言い寄ると嫉妬のあまり無意識に力が漏れ、「ジェラシーストーム」と呼ばれる嵐やポルターガイスト現象などが起きる。
機械を呪文で操ったり、破壊する(魔属のロボットのねじを外す)ことができるなど人知を超えた法術も使える。また動物と心を通わせることができ、生命を持たない機械にも命を吹き込んだり対話が可能。機械との対話も合わせて彼女自身もオートバイの腕は高く、また螢一の運転するバイクのサイドカーに乗った際には通じ合った体重移動などでサポートし、恵からも「峠の本物のキングとクィーン」と称されている。ただしオートバイやレースについての専門用語や知識まで何もかも知っているわけではなく、長谷川の部長就任をかけたレースでは螢一のブレークイン（慣らし運転）に驚いた表情をしていた。
 ウルド［Urd］
声 - 冬馬由美（アニメ化以前のイメージドラマCDでは松井菜桜子）
170cm、90-60-91。
ベルダンディーの姉。2級神管理限定。過去を司る。他力本願寺に居候中。母親似で色黒。片親が違うため容姿が妹たちと異なる。
ヘアースタイルは腰以上の長髪であることは共通しているが、物語の進行によりストレートからソバージュ、ウェーブの掛かった髪へと変化した。
強大な力から天上界では「破壊神」と呼ばれ恐れられている。
ユグドラシルのシステム管理神を務めていたが、螢一とベルダンディーにちょっかいを出すために職場を放棄して地上界に降り、さまざまなペナルティも受けたが現在は正式に地上界勤務となっている。
ベルダンディー、スクルドとは異母姉妹。神属の父と魔属の出自である母のヒルドとの間に生まれたため、神属と魔属の両方の血を受け継いでいる（半神半魔）。
薬フェチの科学者で、特に惚れ薬や自白剤など怪しい薬を作るのが得意。その薬は見た目・名前とも怪しくその効果は「全く効かない」か「効き過ぎる」の両極端なもので、他の法術の影響を受けるとさらにとんでもない効果を発揮する。
享楽的でいい加減さが目に付くが、根はしっかりしており、妹たちを思う気持ちは誰にも負けない。しかし、元々「目的のために手段を選ばない」性格の上に、過熱すると「手段のために目的を忘れる」という本末転倒に陥って暴走することが多いため、熱心になるとろくな結果にならない。とは言え、年長者らしい的確な助言を送ることもあり、また冗談交じりの行動の端々にも細やかな気遣いが見え隠れしている。螢一とベルダンディーが一線を越えられるようにと、余計なおせっかいを焼くことがある。
攻撃系の法術を得意とする。普段は雷撃系の法術をよく使い、瞬間移動はテレビを媒介としている。またコンピューターゲーム全般を得意（というより、「簡単過ぎてつまらない」と語っている）とする。
演歌を聞くと寝てしまう弱点を持つ。酒（特に日本酒）が好物で、一時期、活動エネルギーの供給源としていた。文字は左手で書く。
2級神管理限定といえど力はベルダンディー同等もしくはそれ以上であり、ペイオースからはいつでも1級神になれる力があると評される。しかし、1級神に課せられる制約（嘘をついてはならない）をよしとしないため、過去に1回、作中に1回、1級神になれるチャンスを蹴っている。
また原作初期は嘘をつくことが多かったため（TVアニメ第一期では、ウイルス性の病気に罹患したベルダンディーの治療のためにユグドラシルのメンテナンス作業途中で地上界に降りたことが職務放棄と見なされ）、免停となり法術が使えなくなったことがある。またその際に自身の心理状態と出自につけ込まれ魔属の血を目覚めさせられ、地上界と天上界を巻き込む大混乱を引き起こしたこともある。
登場初期はベルダンディー同様自動車部に部員同然に出入りしている。
ウルドが従えている天使の「ワールドオブエレガンス（優雅なる世界）」は火属性を持ち、またウルドが半神半魔であることを象徴するように、左右で黒と白という翼と髪を持つ。最初にウルドの前に姿を現した際、ショックを受けたウルドから拒絶され、その後の相当期間、姿を現さなかったが、ウルドの（自らの生い立ちを受け入れた上での）再度の呼びかけに応えて、再び姿を現すようになる。
 スクルド［Skuld］
声 - 久川綾
150cm（成人時は螢一と同じぐらい）、スリーサイズは不明。
ベルダンディーの妹。2級神1種限定。未来を司る。他力本願寺に居候中。母親がベルダンディーと同じため容姿に関してはほぼ一緒だが髪の色と毛質（スクルドは直毛型）と瞳の色が異なる。また三姉妹の中では一番アジア人的な容姿を持つ。
髪形に関しては時期によって変動し、ツインテールになったり特殊な効力を持つ念示波中和リボンを付けていた時期もある。
日夜怪しげなロボットや装置を開発している技術者気質の持ち主（後に法術の影響だと劇中で言及されている）。
螢一の願いがユグドラシルに受理されて以降、螢一の周辺に特異点が発生し、それを中心にユグドラシルのシステムのバグが多発するようになったため、その対策に地上界に降りてくる。その後ユグドラシルシステムの不調で天上界に戻れなくなったが、システム回復後、天上界により彼女が地上界で受ける影響がよしと判断され、ウルドと共に地上界勤務に切り替えて他力本願寺に居候する。
末っ子だけに性格的に幼く泣き虫なところがあり、2人の姉や螢一から常に気遣われている。子犬やテレビ放送で見たイルカなど、動物に興味がある(しばらく飼っていた迷い犬が、飼い主に引き取られた時は、泣いていた)。
水の法術に適性があるが、まだ未熟なためか、ウルドらと異なり、瞬間移動に関して水面を通じてのみ可能である（アニメ版では瞬間移動の制限の有無に関する言及は無い）。ウルド、ベルダンディーの妹らしく高い資質を持つが、地道な努力を嫌がる傾向があり、修行を必要とする法術はほとんど使えない（唯一、声に発した言葉を実体化した文字として相手にぶつけるという奇妙な荒業だけ使える）。しかし努力家の川西仙太郎と知り合い、練習の末に自転車に乗れるようになったことから努力することの大切さを学ぶ。その後、ベルダンディーの指導で法術の修行を始め、徐々に上達し始めているが、今度は法力を制御し切れないことが当面の課題になっている。
ベルダンディーのことは「お姉さま」と呼んで慕っているが、ウルドのことは「ウルド」と呼び捨てにし、「いいかげんで自己中で…（中略）…だから嫌い」と公言している。実際にテレビのチャンネル争いなどでもめることも多いが、自分で騒ぎを大きくしておきながら事態が自分の手に余ると見るやさっさと逃げ出すなど、行動パターンにウルドに酷似したところが多数あり、似た者同士となっている。本気で憎みあっている訳ではなく、喧嘩も一種のコミュニケーションのようなものと周囲には認識されている。
幼いからか、やや潔癖症なところがあり、「男女交際として」螢一とベルダンディーが余りに接近すると怒り出す（とは言え、螢一のことが嫌いな訳ではない。むしろ螢一のことを愛しく思うことさえある）。
少女漫画に夢中になるという年頃の一面も見せており、恋愛に全く興味を持っていないわけでもない。自転車を教えてくれた友人の川西仙太郎に惹かれ、彼との恋愛を夢見ることもある。愛読している少女漫画雑誌は「どぼん」という誌名で、ペイオースは天上界に帰還する際にスクルドが持っていた「どぼん」を無断で大量に持ち出している。他に「花とうめ」という少女漫画雑誌も購読している。
かわいいものとメカに目が無い。メカは、問題に直面した時に（即物的な発想からくる安易な）解決の手段として用いられるが、余計に事態を悪化させることが多い。アイスクリームが大好物（活動エネルギー源でもある）で味・成分にうるさく、アイスクリームの定義から少しでも外れたものは認めない（植物油脂を使ったラクトアイスはお気に召さないらしい）。オバケや蛙、無意味な機械（殴るだけや壁を登るだけなど用途や構造が単純な機械類、本人曰く「意味のないメカ」）が苦手。特に無意味な機械は見るのすら嫌がるほどで、ウルドからのお仕置きで使われることも多い。
女神として未熟なため天使の受容は見送られていたが、誤って天使の卵を飲み込み、結果、幼女姿の天使「ノーブルスカーレット（高貴なる真紅）」を授かる。自身の不用意な発言から一度は天使の卵に戻してしまうが、「天使喰い」の一件の際に再び受容し、以後は落ち着いたようである。

## 神属
リンド［Lind］
声 - 伊藤美紀
1級神特務限定。戦闘部に所属するワルキューレを務める女神。その職務ゆえに魔属の王であるヒルドと対立する立場にある。青味がかかった紫の髪を持ち、額には3つの丸が逆三角形状に配置された形の紋章を持つ。また普段は蒼眼だが戦闘時には“黄金の瞳”に変化する。
ペイオースと行動することが多く仲も良い。またリンドの立場や思想に一定の理解を示すベルダンディーに全面的な信頼を置いている。
渾名は「戦う翼」「片翼の天使（リンド）」。他にも、ほとんど知られていないが「双天使のリンド」がある。
戦闘属性であり闘いに悦びを感じるが、悦びを得るために闘うことはない。周囲からは誤解されがちであるが、女神なりの情緒も持ち合わせている。ただしそれを表情に出すのが苦手。
戦闘能力は極めて高く、また危機的状況に追い込まれても自分を盾として他者を守り通そうとする強い責任感と使命感を持っている。非殺傷・非破壊を誇りとしており、本来は素手で闘う方が強力であるにもかかわらず、その強大な攻撃力を減殺するためのリミッターとして武器（大型の戦斧）を使っている。また服の下の両肩には非常時に使用する「ブースト」という装具を仕込んでいるが、一定時間以上の使用には自身に大きな負荷がかかるようである。
女神にとって初歩的な法術である修復法術が不得手で、その修復物の姿が修復前と大きく異なることがある。
片羽の双子天使「クールミント」と「スペアミント」を従えるが、「天使喰い」の一件で森里屋敷にやってくるまでは両名を同時に召喚することができないままであった。森里屋敷での事件解決の過程においてこれを克服し、恩人となった螢一を「生涯の友」と呼ぶに至る。
先にテレビゲームに登場するキャラクターとして発表され、後から原作やTVアニメ作品に登場している。
ペイオース［Peorth］
声 - 佐久間レイ
（ルーン文字：「ダイス」のルーン、ラテン文字転写はp）1級神2種非限定。紋章の形がベルダンディーと全く同じ。リンドと馬が合うためよく一緒に行動している。またウルドともなぜか気が合う。
ベルダンディーが所属する「お助け女神事務所」とライバル関係にある「アースお助けセンター」に所属する女神。ベルダンディーとは幼馴染み。天使として、裸体に薔薇をまとった天使「ゴージャスローズ（華麗なる薔薇）」を従えている。自己陶酔型の性格。依頼者の願いごとを叶えるためならどんなことでもするなど、女神としての誇りは高い。またサービスをすることがモットーで、彼女のサービスは天上界一と言われるほどで評判も高い。しかし、普段からの露出度の高い服装がウルドと肩を並べるくらいに目立つ。1級神のため嘘はつかないが、自身の言葉に対して螢一が誤解を抱いたと気づきながらあえて誤解を解かぬまま事を進めたり、ウルドやスクルドと喧嘩したり、ウルドの薬やスクルドの愛読誌を無断で持ち出したりするなど、いわゆる2級神のような行動を取ることがあり、あまり1級神らしい女神ではない。
螢一からの電話に応えカメラのレンズから出現し、願いは無いと言い張る螢一につきまとって様々なトラブルを起こしベルダンディーを困らせる。また過去のある一件でプライドを傷つけられたとしてベルダンディーを恨んでいたが、この一件はペイオースの誤解であったことが判明する。だがその後も「あなたの偽善的な部分が嫌いなの」と言い放つなど誤解以前に本質的に好いていないようだが、TVアニメ第二期では、マーラーの企みにより魔属となったベルダンディーのために天上界での正式な手続を踏まずに地上界へ降りるなど、一人の友人としては認識しているようである。
その後も三姉妹、特にベルダンディーには健全なライバル意識を強く持つが、プライドが高い分ムキになりやすく、やや不器用な性格のため、ベルダンディーに比肩する能力の持ち主でありながらいまひとつ結果が伴わない。薔薇の花のほか、緑茶と和風の甘い物が大好きで、タイヤキに対する思い入れはフェチズムの域に達している（餡を内臓として認識している）。
ヴェルスパーを追って再度地上界に降り、その後様々な案件のためにしばらく他力本願寺に滞在してすっかり馴染んでいたが、案件が片付いたため（ゲートとのトラブルを経て）天上界に帰還する。
スクルドが愛読する少女誌「どぼん」を気に入り、天上界への帰還時にスクルドには無断で大量に持ち出した。その後の天上界では局地的にペイオースが持ち込んだ地上界の文化に関するブームが発生、業務にいささかの支障が生じているとされる。
お嬢様口調で、常に気高く上品に振舞おうとしているが、登場当初からコメディリリーフ的な役割を担い、原作ではストーリーが進むに連れ、幼児の姿にされたり顔を踏まれたりと何かと災難に遭う機会が増えている。
麻雀の腕はベルダンディーには及ばないが、ウルド・スクルドよりも高いらしい。

### その他の神属
神様 [Almighty]
声 - 小川真司（OVA）、中村秀利（TV）
ベルダンディーたちの上司に当たる最高神。作中では名前や姿の明確な表現はされていないがTVアニメ版ではモノリスを思わせる姿で、OVAと原作ではシルエットのみで登場。
原作終盤においてベルダンディたちの父親であるティールが大天界長・主神として登場しているが、初期の神様と同一の存在であるかは不明。
トルバドール［Troubadour］
声 - 山寺宏一
梅の精。ウルドの元恋人。エルフのような横に長い耳を持つ黒髪の美青年。鼻の形状にやや癖がある。
黄金の鶯を探す旅に出る際、ウルドと別れた。性格に嫉妬深い面があり、ウルドに近づく男性に誰彼構わず主に植物につく様々な嫌な虫が湧き出す呪いをかけようとする。法術の一端である歌唱力は高い方らしい。実はいまだに双方とも未練がある様子。
セレスティン [Celestin]
声 - 家中宏
劇場版に登場する天上界でのベルダンディーの恩師。異世界に住む者同士の愛を試す裁きの門などに象徴される生きる者にさまざまな試練を与える天上界の姿勢やシステムに疑問を持ち反旗を翻したため、月面に投獄される。
その後、モルガン・ル・フェの助けを借りて月から脱走し、地上界をはじめすべてを苦しみや悲しみのない世界へ早急に導くことを目的にふたたび行動を起こす。そのためにベルダンディーに対してコンピューターウイルスのような挙動を見せる法術をかけ、ベルダンディーから螢一に関する記憶を消して2人の間に心理的な揺さぶりを仕掛け、それにより引き出されたベルダンディーが持つ愛の力、さらには螢一の身体をも利用しようとする。
モルガン・ル・フェ [Morgan]
声 - 川澄綾子
劇場版に登場する妖精姫。長い黒髪で前髪を真っ直ぐに切り揃え、切れ長の目をした人間の女性・モルガンに姿を変え、猫実工大自動車部の新入部員として螢一たちの前に現れる。
かつて恋人と共に裁きの門に臨んだがくぐり抜けることができなかった過去を持つことからセレスティンに協力する。
フレイア [Freya]
小説版外伝『ああっ女神さまっ外伝 夢みる翼』に登場する準1級神。ベルダンディーのような1級神になることを目標としている。また作中ではのちにワルキューレとしても活動することが語られている。天上界に時折帰ってきてはなんらかの騒動を持ち込むウルドとスクルドに対して苦手意識を持つ。1級神の試験を控える中、ウルドから「なぜ1級神になりたいのか」を問われ動揺する。
エイル（『夢みる翼』版 ） [Eir]
小説版外伝『ああっ女神さまっ外伝 夢みる翼』に登場。フレイアの師である1級神。下記のエイルとは同名の別人。
エイル & サーガ [Eir] [Saga]
声 - 南條愛乃（エイル） / 悠木碧（サーガ）
講談社OAD第2話・第3話に登場する双子の新米女神。紫の髪がエイルで青い髪がサーガ。2人でひとつの台詞を話す。お助け女神事務所に配属されたばかりで聖イズーナ女子学園の制服を着ている。小生意気で他力本願寺を初めて訪れた際も挨拶もせずに森里屋敷に上がり込み先輩のベルダンディーたちの前でも全く物怖じしない。シオヒ狩り大会の前チャンピオンであるベルダンディーに勝負を挑み、2人で事務所のエースを狙う。
OAD第3話では正式にお助け女神事務所に配属されてから初めての願い事の電話を受けたものの対応に困りベルダンディーに応援を頼む。また、勘違いなのか「ごめんください」「おじゃまします」と言うべき場面で「いただきます」「ごちそうさま」と言う場面がある。
アンザス
女神集合体代表取締役。ベルダンディーと森里 螢一に対する異種族恋愛審問官を務める。また、ベルダンディーとスクルドの母親でもある。
ティール
大天界長であり、ベルダンディーたち三姉妹の父である。裁きの門の先にいた「ゲート」の体を乗っ取り螢一たちの前に現れる。ベルダンディーの父親として螢一に試練を与える。
システム管理神
天上界および地上界を管理するユグドラシル・システムのオペレーターを務める女神。劇場版を初出とする。アースお助けセンター・管理部門ユグドラシル管理課所属。天上界でペイオース、ウルドやスクルドの部下として働く。
エレ [Ere]
声 - 笠原留美（劇場版）、千葉千恵巳（TV）
黒髪の女神。三人の中で一番の年長者であり落ち着いている。
エクス [Ex]
声 - 矢島晶子（劇場版）、本名陽子（TV）
おかっぱ頭が特徴。口調は冷静だが性格は快活で楽天的。分析と報告書作成に飛び抜けた才能を見せる。もとは、福利厚生部門を目指していた。ファッションセンスが良く、休日は「女神モール」でのショッピングを楽しみとしている。
クロノ [Chrono]
声 - 堀江由衣（劇場版）、城雅子（TV）
システム管理神。音の調律プログラムの更新のため地上界を訪れるが、誤ってそれを分散させてしまう。地図を読むのが苦手で方向音痴。ウルドとスクルドのようなタイプはあまり得意でない様子だが性格上ベルダンディーと馬が合う。ワルキューレ候補でもあるため、格闘に秀でている。過去のトラウマから猫が大の苦手。髪型は金髪のお団子頭で短いツインテール。TVアニメ版開始以降はロリ化が進んでいる。

## 魔属
神属とは地上界でのシェア争いを展開しているが、実際には一種の共存関係にある。それゆえ、神属と魔属の争いであっても、互いに命を奪うことの禁止やユグドラシルへの不正干渉禁止などの決まりがある。
ヒルド［Hild］
声 - 高島雅羅
（ワルキューレの一人：ヒルド）大魔界長。ウルドの母。魔属の王であるため、天上界の神属の戦闘部所属であるリンドとは対立する立場にある。
顔立ちや髪型や服装など外見は娘のウルドよりも若く見える。実娘のウルドだけに限らず直接の血の繋がりがない2人の娘にもそれ以上の愛情を持つ。また螢一のことを気に入っている。
原作ではヴェルスパーの魔力で幼児の姿になったペイオースを元に戻すべく、TVアニメ第二期では神属と魔属に分離された状態からひとつの身体に戻されたウルドの分離したままの神属と魔属の人格を一致させるべく、地上界に現われる。事態の終息後は魔界に戻り、地上界には自身の1000分の1程度の力を持った少女姿の分身体を残す。
ウルドに輪を掛けて享楽的な性格であるが、恐るべき魔力の持ち主。大量の封環を身に付けることで抑制している。その力は、地上界に残した分身体が「50%位本気」と発言する状況下で本気のリンドと渡り合うほどである。普段は妙に明るく飄々とした語り口調で女神たちを煙に巻くが、魔界の「長」の名にふさわしく強烈な威圧感、冷酷さ、思慮深さも合わせ持っている。
「面白ければ何にでもちょっかいを出すが、つまらなければ歯牙にも掛けない」という徹底した享楽主義者であることから、自身が魔界に戻ったあとも分身体を地上界に残し、シェア争いにかこつけて、傍迷惑なイタズラを仕掛け、事態が収拾不能になると「面倒臭いから」と称して逃げる、とんでもないトラブルメーカーである。ただし、原作では娘への愛情をベルダンティーに吐露したり、ウルドに「おかあさん」と呼んでほしいと願う（ウルドが一度「おかあさん」と言いかけたが、結局「おかちめんこ」と言い直したため、ちょっとした喧嘩になったことがある）など、母親としての心情も覗かせる。
魔属だけあってTVアニメ第二期では鍋にネズミを入れて食べようとするシーンが見られる。
マーラー［Marller］
声 - 高乃麗
（ヒンズー教におけるマーラ）1級魔非限定。純粋な魔属。いわゆる悪魔だが、自分の企みの進行次第によってはその対象に対して多少の罪悪感を抱くなど小悪党をそのまま表したかのような存在。ヒルドからは「マーちゃん」と呼ばれている。容姿は濃い金髪で赤色の瞳を持ち八重歯が特徴。
長い間の封印から解き放たれて以降は魔属の地上界でのシェア拡大のためにやってくる。そのためには女神たちが邪魔らしく、女神を天上界へ帰らせようと様々な妨害工作を企てる。その際に使用するアイテムなどのほとんどを「魔界通販」で購入している。能力自体は1級魔でしかも非限定という通り本来はかなり高いが、招き猫や福助、茶柱の立ったお茶など、縁起物を大の苦手とし、ロックミュージックを聴くと踊り出してしまう弱点も持つ。また様々な企てを考えるがそれを実行する際の思慮が足りないことなどが災いして、ほとんど実力を発揮できずに退散する場面が多い。
ウルドとは昔に交流があり、現在も一定の友情はあるようだが、シェア争いのために心を鬼にして対抗しようとする。
女性としては少し大柄な体格で登場当初は男性に間違えられることが多く、またそれを利用して、螢一とはじめて会った際は、螢一をベルダンディーから引き離すため、わざと男の振りをする作戦を取ったことがある。次第に露出度の高い（また後期に行くにつれ女性らしい）服装が多くなる。しかし、この時期においても恵に話を聞こうとした際、彼女から強姦魔と間違われ、慌てながら自分が女であることを伝える一幕もある。
作品が進むにつれ地上界の人間の生活様式に馴染み、卓球の腕前はかなりのものである。またTVアニメ第二期では、コンビニエンスストアでアルバイトをしている。勤務態度はいいようで、近々店長になれるらしい。
原作では、後に猫実工業大学自動車部の悪魔部員となる。

### その他の魔属
魔神千兵衛（まじんせんべえ）
声 - 若本規夫
マーラーの子分として同行しているエリート貧乏神。独特の抑揚がある話し方で、やたらと横文字を混ぜる傾向にある。
普段はラムネのビンの中にいる。誰かを不幸にするほどにリッチになれるらしい（「ハッピー量保存の法則」と自称している）。
相手を不幸にする能力を使う際は「シャッキーン（借金）」という掛け声を出し、TV版では上級のもので「スーパー フルスロットル ゴージャスでデンジャラスなシャッキーン」がある。
また、クシャミをするときも「シャッキーン」と言い、近くにいたマーラーに不幸を落としたことがある。
ヴェルスパー［Welsper］
声 - 加藤英美里
（巫女の予言：Voluspaの意）元1級魔で、今は諸事情によって黒猫に転生し、他力本願寺で暮らしている。ダブレット制の魔属代表に選ばれ、契約相手となった神属代表のベルダンディーに強く想いを寄せており、この点で螢一を敵視しているが、同時に螢一の彼女への想いの深さに一目置いているようでもある。
ダブレット制の要となる取り決め（記憶の消去）を拒むために自身に呪いをかけ、己の身体の成長を止めることと引き替えにベルダンディーとの出会いの記憶を保持したが、その身体が成長と共に増大する彼の力に耐えられなくなり、己の呪いを解くために世界の存続を脅かすほどの事件を引き起こす。
事件の後、ベルダンディーとのダブレット制が継続されているのかについては本編では語られていないが、欄外のヴェルスパー紹介の項目に「ベルダンディーとダブレットだった」とあるため、ダブレット制は解消されているようである。
事件終息後に「魔力剥奪並びに第4種生物への転生」との処分が科せられ、転生先としてベルダンディーの暮らす森里屋敷（他力本願寺）を選択。この際、ふたたび己に呪いをかけてそれまでの自我と一部の魔力を保ったまま黒猫に転生する。ただし、呪いの代償として、性別がメスになっている。
自分の起こした事件に関する記憶を消去されたベルダンディーのために普通の猫（彼女によってヴェルスパーと命名）を装っていたが、ある問題を解決する（責任を取る）ために彼女以外の住人に己の事情を明かす。後にベルダンディーの危機を救うために、彼女にも魔属であることを明かすこととなる（ただしダブレット制に絡む事件のことは誤魔化した）。
転生後はヴェルスパーとしての自我以上に猫の本能に忠実となってしまうために、しばしば周囲の女神たち（主にウルドとスクルド）の玩具にされている。
転生後も時折使用する魔力は「幾許かの」と称しているがかなりの威力を持つ。
使い魔「ディー・ヴェスペ・デア・ブラウエン・ランツェ（蒼き槍のスズメバチ）」を従える。この使い魔は、当初はヒルドの興味により天使と引き離されたベルダンディーに天使の代わりとして付けられたが、ベルダンディーの神力により天使化し、そのまま天使としてホーリーベルと共に仕えた場合ベルダンディーに大きな負担がかかるため、天使受容体を持った螢一に仕え、最終的にヴェルスパーを主として使い魔に戻るという複雑な経緯を持つ。
ハガル [Hagall]
魔界のナンバー2。対象者の脳にそのまま関与できる非常に強力な能力を持ち、術の詠唱にも長ける。仲間と共にヒルドに対してクーデターを起こしてヒルドの本体を封印した。
エイワズ　[Eihwaz]
ハガルの仲間。モックルカーヴィの姉だが妹より小柄。ヒルドの分身体の依頼で魔界に来たベルダンディー一行に対して「アトラクションの案内のお姉さん」と称して一行を案内する。根っからのカラオケ好きでノリノリで振り付きで歌う。
モックルカーヴィ [Mokkurkalfi]
ハガルの仲間。エイワズの妹。スクルドにメカ対決を挑んだ。姉から「赤いヘルメットを地上で被れば3倍の速度になる」という助言を聞いたことにより当初は赤いヘルメットを被っていた。この助言の台詞はシャア・アズナブルのパロディで外見もやや似ている。
スリュム [Thrym]
ハガルの仲間。大柄な体格で男のような外見を持つ女性。豪快かつ豪血。穏やかそうな印象だが本質は乱暴な性格。すべてのものを力ずくで破壊できるとし、ベルダンディーやウルドの法術、スクルドの爆弾も怪力と屈強な体格と精神で凌いでみせた。螢一の評を気に入り、自ら「無敵のスリュム」と名乗る。
アールヴァル [Halval]
ハガルの仲間。冷静な性格。「音を見る」能力を持ち、光のまったく無い部屋で一行を迎え撃つ。

## 森里一家
森里家では、「肩書で呼び合う方が個人の人格を認めていないようで嫌だ」という理由から、家族を名前で呼び合うことにしている。そのため、螢一や恵は両親を桂馬さん・鷹乃さんと呼んでいる。
また、祖父に「螢ノ助（ほたるのすけ）」という人物がおり、バイクのロールスロイスと言われる名車（後述）を所有していたほか、螢一を幼少時に飛行機のコックピットに乗せてやったりなどしていた模様。
森里 桂馬（もりさと けいま）
声 - 大塚芳忠
螢一の父親。北海道釧路市在住。マチレスG50（AJS (オートバイ)の項に記載あり）という古い年式のバイクに乗り、子供たちの様子を見に他力本願寺を訪れる。
職業はガラス細工職人。寡黙で人見知りが激しい。趣味はバイクで、その扱いは運転から整備に至るまで神業。螢一曰く、｢どんな道でもとんでもなく速く走れる、ほとんど特殊能力の持ち主｣。藤見千尋曰く「何から何までわからない人」。
妻（鷹乃）や娘（恵）や幼女（シーグル）以外の女性を苦手とし、女性から触られるとパニックを起こし、暴走してしまうほどに女性に対する免疫力が無いがベルダンディーに対してはこの症状は起こらない。また暴走した場合は「天然の走り」から「街中のサーカス」へと変化する。しかし暴走の最中にあっても螢一から「父さん」と呼ばれると我に返り怒り出す。
森里 鷹乃（もりさと たかの）
声 - 松井菜桜子
螢一の母親。北海道釧路市在住。
22歳の息子がいる割に（ティーンエージャーにも見えるほど）若々しく、天然っぽい性格。
愛車は1970年型の日産ブルーバードSSS。強運と直観力の持ち主で、マージャンが大好き。桂馬を信頼している。結構レース好きらしく、サーキットと聞いて目の色を変える描写がある。
森里 恵（もりさと めぐみ）
声 - 渕崎ゆり子（アニメ化以前のイメージドラマCDでは横山智佐）
螢一の妹。螢一と同じ猫実工大生で、大学からも他力本願寺からも遠くないアパートに下宿している。女性としての色気はないが顔立ちは悪くない。
兄である螢一のことを「螢（けい）ちゃん」と呼んでいる。
大学ではソフトボール部所属（原作では入学当初自動車部に入れられたが、いつの間にか移籍）。
普段着は黒色のセーターに水色のジャンパーを着ており、下は水色のスキニージーパンを履いている。
愛車（恵は「相棒」と呼んでいる）はカワサキKSR-II。一本気で快活で家族思いである。
かつて「峠のクイーン」と呼ばれていた女性（氏名不詳）に猪倉台サーキットでの勝負に勝ったため無理矢理2代目クイーンを拝命させられ、走り屋（航空力学の受講生）から畏れ崇め奉られている。また日が経つに連れ、ちょっと声を掛けるだけで崇拝者が集まるという、クイーンらしさが出始めている。父親譲りの走りの才能もあるようだが、本人にはあまり自覚が無く、「（バイクの）手入れを欠かさないこと」が速い秘訣だとしており、兄同様に愛車整備が日課の様子。
いつの間にか彼氏がいたらしく、この頃「恵ちゃんが森里恵だから（森里恵が有名人であるため、その恋人であることは常に注目を浴び、プレッシャーになる）」という理由からフラれてしまい、他力本願寺の兄のもとへやけ酒をしにきたこともある。本人曰く、フラれたのは今回で3回目で、過去の2回も同じ理由らしい。また、本人に自覚はないが、螢一を引き合いに出して比較するのもフラれる一因となっている。
兄の螢一に対して、ブラコンに近い愛情と信頼を寄せている。
マーラーによって車に変身させられた（この際、「いやー！助けて犯されるー！」と叫んで、マーラーを狼狽させた）ことがあるが、正月の出来事だったのに加え、元の姿に戻った際に気を失っていた恵を螢一が家まで運んで寝かせたため、彼女自身は「嫌な初夢を見てしまった」と思っている様子。

## モーターサイクルショップ WHIRL WIND
藤見 千尋（ふじみ ちひろ）
声 - 今井由香
自動車部のOGで初代部長。現在はモーターサイクルショップ「WHIRL WIND」経営者。ショートカットで凛とした顔立ちをしている。
かなりのメカフェチ。また猫好き、子供好きでもある。クラウザー ドマーニSSiというバイクに乗っている。ほかのバイクショップに顔が広いようで、一般市場に出回らないような物でも自分の趣味で仕入れてくることもしばしば。また時折「間違っても売れない」ような珍品まで仕入れている。
かつて大手のワークスショップに在籍していたが、自分の望んだ方向と食い違っているところに悩んでいた際、当時自動車部部長であった螢一の何気ない一言をきっかけに独立を決意。開店に際しては、単位が足りずに卒業し損なった螢一を救う（拾う）形で採用している。ただし主な理由は「その腕が必要だったから」であり、その辺りは公私をしっかり切り分ける性格である。またお金に関してはシビアで、ベルダンディーを時給500円で働かせ、倒れたベルダンディーとヴェルスパー（少年体）を休ませるために螢一の早退を認めながら、その分の時給はカットするほど。
さっぱりした姐さん風の美女だがかなりいい加減、かつ強引で豪放、極めて自己中心的な性格で、田宮・大滝の両後輩は彼女をひどく恐れているが、これは両者が過去に彼女に告白し、ふられた（千尋がどちらかを選ぶことによって部内の雰囲気を壊すことを恐れたため）ことに起因している。また自称「これでもエンジニアの端くれ」として職人気質に憧れを抱いており、職人肌の螢一の父親を尊敬している。
何だかんだで面倒見がよく、特に自分の過去の面影が見いだせる螢一に対しては、かつての自分を重ね合わせるように温かく見守っている。というより半ば私物化しつつある（かつて「あげないわよ、私が見つけたんだから」と公言したこともある）。

## 猫実工大

### 自動車部
学外のレースなどへの参加を中心に活動しているが、慢性的な資金不足で、調達のために常時学内外の車両（2輪、4輪問わず）の修理、改造を請け負っており、それでも足りずに肉体系（いわゆるガテン系）のバイトを強要させられることも多い。学内での評判はとても悪く、これは田宮と大滝の二人の言動が主たる原因である。
下記以外にも部員はいるが、数は少ない。新入部員があると田宮が嬉しがって感動のハグをしてしまうのが大きな原因らしい。そのほか、同部の伝統である「やたら走るだけの合宿」や「過酷な宴会」などもしばしば開催されており、上記のバイト強要も幽霊部員化促進の一端の模様。なお若干名、同大に関係の無い部員もいたりする。また自動車部主要部員のネーミングには、模型メーカー各社の名が引用されている。
田宮 寅一（たみや とらいち）
声 - 梁田清之（アニメ化以前のイメージドラマCDでは塩屋浩三）
連載開始時の自動車部部長。大学院生。身長は200cm越え。
大滝には「田（でん）ちゃん」と呼ばれる。Tシャツにニッカボッカ姿で性格は行き当りばったりのガテン系だが、ペイオースに惚れるなど、極めて純情な一面も見せる。整理整頓が苦手らしい。何を考えているのかが外見から判断しにくく、しばしば同輩の大滝と共に無茶なイベントを発案・実行する。漢（おとこ）の生き様にこだわり、そのスタイルは車両の改造にまで貫かれている。
大滝 彦左衛門（おおたき ひこざえもん）
声 - 二又一成
連載開始時の自動車部副部長。大学院生。田宮同様身長200cm越え。
田宮には「大（だい）ちゃん」と呼ばれる。パンクロック風の格好で、身に着けているアクセサリーや革ジャンの裏に大量の工具やエンジン部品を仕込んでいるため、変質者に見間違われることもしばしば。ウケ狙いのためなら平気で危険極まりない行動に及ぶなどもしており、この辺りが行き当たりばったりの田宮と馬が合う様子。
服や美術的センスは奇人の域にあり、めでたい物のコレクターであると同時に、着ぐるみや甲冑などの「変わった服」を大量に持っている。
矢間野里子（やまの さとこ）という清楚な美少女系の彼女がおり、里子の父親公認の間柄。
登場以来「大滝」と苗字でしか呼ばれず、長らくファーストネームが不明であった。TVシリーズ（第二期）第11話「ああっその手で夢をつかまえてっ」の中での藤見千尋からの手紙に「大滝彦左衛門」と宛名書きされていたのが初出。その後の番組エンディングのキャスト一覧にも「大滝彦左衛門」とクレジットされるようになったが、セリフとして「彦左衛門」と呼ばれたことはない。原作版ではファーストネームについて言明されたことはない。
今井 孝美（いまい たかみ）
お面を帽子代わりに被り、いつもタバコを吸っている先輩。
卒業後にバイクのチューニングメーカーに就職し、就職先を探していた後輩である螢一に自分の会社を紹介するが、蛍一の単位不足で失敗（実は一緒に付いて来るであろうベルダンディーが目当てだった）。勤務態度は真面目な様子。
青山先輩（あおやま）
第一話で螢一に電話番をさせる。ロシア風の民族衣装を着ており、ベレー帽のようなものを被っている。
長谷川 空（はせがわ そら）
声 - 大谷育江（代役：こおろぎさとみ）
蛍一の後輩。そばかすが特徴。
童顔・幼児体型で、加えて丸眼鏡・オカッパ頭にヘアバンドというスタイルであるために、しばしば中学生に間違えられる。青嶋に好意を持っている。
愛車はフィアット 500、部長に就任後、ホンダ・モンキーも購入している。
不器用だが真面目な性格。事務的能力（思考力・理解力・記憶力）が高いため、地味ながらも周囲の人望は厚い（本人は気付いていない）。自分が不器用、子供っぽいと自覚しており、（女神であるため）大抵のことは万能にこなすベルダンティーを非常に慕っている。
彼女が所属する団体で彼女が責任者になると必ずその団体が消滅するジンクスから「死神部長」という渾名を持っており、このことから、指名を受けた当初は部長就任を固辞、部則による拒否権を得るべく螢一とのレースを行い勝利するも、その過程で思考の転換を成し遂げ部長となった。
彼女の渾名としてはこれ以外にも殺人シェフ（これは返上しつつある）、地獄大工がある。
近藤（こんどう）
太いフレームの眼鏡・髭・作務衣姿とオッサン然としており大学生らしからぬ風体だが、長谷川と同年齢。
螢一や千尋が部長に長谷川を指命しようとした際、好きな子が自分より責任ある位置に就かれては格好が悪いとの思いから反対する。一途で純情である。

### その他の猫実工大生
三嶋 沙夜子（みしま さよこ）
声 - 麻見順子（OVA）、能登麻美子（TV）
大学のアイドル（女王）。螢一のあこがれの存在だった。細面で三白眼。
ベルダンディーを一方的にライバル視している。美術部所属。BMW535iなど、高級車を多く所有する。悪魔的な性格ではあるが、ライバルは自分の力で追い落としてこそ、という美学の持ち主。
螢一と同じ学年だが、卒業論文提出の際、マーラーの策謀に巻き込まれて、無事に卒業できたのか不明。音の調律プログラムが分散した際はその影響を大きく受け、またハガルの企みにより某国の王子に拉致されたこともある。
螢一に好意を持っているが、本人は認めようとしない。
ある事件から、ベルダンディーが人間ではないことを知るが、「魔法使い」であると解釈している。
青嶋 紀元（あおしま としゆき）
声 - 飛田展男
かつてベルダンディーを狙って自動車部に入部し、モーションを掛けるもなびかせることができなかったために退部して四輪部を旗揚げし、自動車部に嫌がらせをするが、逆にパワフルな自動車部の面々に煮え湯を飲まされ続けている。
三嶋沙夜子の従兄弟にあたり、このことから沙夜子の策謀を手伝わされることもある。
フェラーリ288GTOなどを所有する大金持ちで美男子と恋愛偏差値は高いが、現在まで特定の交際相手は見られない。長谷川から好意を持たれているが長谷川のアタックが弱いこともあり、交際までには至っていない。
榊原 志保（さかきばら しほ）
声 - 真田アサミ
趣味で悪霊払いを行っているが、実は本人も良く解っておらず、交霊術に際しとんでもない悪霊を呼んでしまうことがある。
また、誤解による様々な思い込みが激しい。
矢間野 里子（やまの さとこ）
声 - 中村千絵
大滝の彼女。美術部所属。
厳格な父を持つ（アニメでは猫実工大理事長）。
大滝が里子の原付バイクを修理したことから交際が始まる。控えめな性格だが着ぐるみ好きなど不思議と大滝と趣味が合う。ソフトウェア関係が専攻のようだが、本人曰く「ハードウェア関係は苦手」とのことである。
泉 梢子（いずみ こずえこ）
小説版に登場。猫実工大電子科きっての才女。もしベルダンディーが現れていなければ、螢一は本来、彼女と結ばれる運命であったとされる。
須々木（すすき）
骨董部部長。骨董品に対する思いが人一倍大きく、独自の価値観を持っている。

### 大学の職員
矢間野 正元（やまの まさもと）
声 - 有本欽隆（TV）
里子の父親であり、（TV版では）猫実工業大学理事長。
自宅でボヤが起きた時に大滝が咄嗟の判断で消火した（TV版では火災を起こした天ぷら鍋に青嶋が水をかけた際に飛び散った火から里子をかばった）ことに感銘し、大滝と里子との（半ば強引に結婚を前提とした）交際を認める。
TV版では、現役時代は「手もみの正（しょう）ちゃん」と呼ばれ、猫実工大生の間では伝説の人となっており、「ピットに30秒以上、車を停めたことは無い」ことを自負している。
角田（旧姓：飛田）研二教授（かくた けんじ）
声 - 田中完（TV）
セラミックエンジン開発の権威。
温厚・温和な性格で学内政治にも関心が無い生粋の研究者兼、教育者であることから学生らにも慕われている。彼の研究室には螢一も出入りしている模様。
妻も同じ大学で助教授をしており、2人は一部の学生から「猫実工大の双角（デュアルホーン）」と呼ばれている。結婚以前は「飛車角コンビ」と呼ばれていた。
大沢教授（おおさわ）
声 - 梅津秀行（TV）、若本規夫（OVA）
角田教授のライバル。
厳格な性格で、ベルダンディーが偽学生である証拠を探そうとするが、螢一たちに妨害される。その性格から学生らにからかわれることもしばしばである。
諸隅 公一（もろずみ こういち）
通称「Dr.モロー」。絵に描いたような典型的マッド・サイエンティスト。
二足歩行ロボット研究に没頭し、ばんぺいくんやシーグルを分解しようとする。酷い癖字である。暴走しやすい激情家で、科学や技術の発展にのためなら躊躇わず幼女（の姿をしたロボットのシーグル）や若い女性（の姿をしたウルド）のスカートもめくる、とんでもない人物。

## その他

### 人物
越庵（こしあん）
声 - 麦人
TVアニメ版でのクレジットでの役名は「和尚」。
他力本願寺の住職だが勘違いや早合点が多い。寮を追い出されて困っていた螢一とベルダンディーを寺に泊める。ベルダンディーがあまりにも寺の手伝いを器用にこなすため（TVアニメではベルダンディーが法術を使用して起こしたさまざまな奇跡を目にして）、彼女を徳の高い尼僧と勘違いし、自らの修行不足を痛感、2人に寺を預けて修行の旅に出る。
原作ではインドへ修行に行ったまま寺に戻っていない。TVアニメ版では第一期第1話で諸国行脚の旅に出て、第二期第1話でいったん帰ってきたもののウルドとスクルドの姉妹喧嘩に巻き込まれ再び旅に出て行く。第二期第21話でも再び帰ってきて、マーラーの策謀により魔属となったベルダンディーを寺から追い出すが、免許更新を終えたベルダンディーが螢一たちと寺に戻る前に（螢一たちとは対面することなく）また修行の旅に出る。
川西 仙太郎（かわにし せんたろう）
声 - 朴璐美
近くの河原で自主特訓しているBMX乗りの少年。その腕前は地区トップクラスでジュニア大会にて優勝するほどである。
スクルドに自転車を教えたことがきっかけで仲良くなる。特訓中によく転倒事故を起こすため、愛車共々生傷が絶えない。また、スクルドが女神としての力を開眼させるきっかけを与えた人物だが、スクルドをアメリカンスクールに通う外国人の少女と思い、スクルドが女神であることを知らない（TVアニメでは、スクルドが女神であることを知っており、ノーブルスカーレットとも実際に交流している）。
14巻以降出番がなかった（スクルドの言動には名前が見られた）が、216話で再登場。家庭の都合で他県に引っ越すことになり、それをスクルドにどう伝えればいいのかわからず悩む。最終的にはベルダンディーの後押しもあり、何とかスクルドに話を切り出す。仙太郎は離れ離れになることでスクルドを悲しませてしまうのでは、と不安に思っていたが、女神であるスクルドはそもそも県の概念を知らず、またたとえ遠く離れていても簡単に会える、との理由から、「地球の裏側にだって会いに行ける」と全く悲しむ様子を見せなかった。
その後実際に他県へ引越したが、新しい住所は他力本願寺とは川を挟んだ対岸であったため、以前と同様にスクルドに会いに来ている。
聖（ひじり）
声 - 下屋則子
TV版のみに登場するオリジナルキャラクター。
TVアニメ第一期第1話で一人で買い物に来ていた時に、財布を落として泣いていたところで、螢一と知り合った少女。その後、螢一になつき、直接ストーリーには絡まないものの随所に登場する。
吉田 晶平（よしだ しょうへい）
声 - 進藤尚美（TV版SP）
恐怖の大王との戦いの結果、ユグドラシルがシステムダウンを起こし、その影響により子供の姿になってしまったウルドが近所の公園で出会った小学生の少年。ゲーム好きで小遣いの大半を新作ゲームにつぎ込んでおり、かなり高価な携帯ゲーム機も所持している。「できないことはすぐ諦める」との考えを持つが、できないことに挑戦しそれを克服することの大切さを（自分より年少の子供の姿の）ウルドから諭される。
伊多良 絵里（いたら えり）
千尋の地元の親友。マリン&スノー伊多良を営んでいる。千尋のことをよく理解している。「WHIRL WIND」の夏合宿の際、千尋のバイク作りを手伝う。
多須賀（たすが）
千尋の地元の親友。「WHIRL WIND」の夏合宿で、螢一のバイク作りを手伝う。ウルドのような女性が好み。
島野勇希 （しまの ゆうき）
声 - 植田慎一郎
講談社OAD第3話に登場するオリジナルキャラクター。お助け女神事務所に正式に配属されたエイルとサーガにとって初めての願い事を託すことになる男子高校生。高校の憧れの先輩である古河麻里子と話すためにギターの練習をするものの話しかけられなかった所、お助け女神事務所に電話が繋がった。エイルとサーガの代わりに自宅を訪れたベルダンディーに麻里子への想いを伝えたいという願いを打ち明ける。螢一の案でラブレターや曲を作って聞かせる作戦は失敗したが、ベルダンディーたちとバンドを結成し麻里子に想いを伝える。
古河麻里子（ふるかわ まりこ）
声 - 伊瀬茉莉也
講談社OAD第3話に登場するオリジナルキャラクター。島野勇希の憧れの先輩。バンド活動を行い人気も高い。島野勇希の真剣さを受け止め、駅のホームで勇希の曲を聴く。
前園（まえぞの）
声 - 内山昂輝
講談社OAD第3話に登場するオリジナルキャラクター。古河麻里子の赤髪のバンド仲間。麻里子に告白しようとしていたようだが、勇希たちの曲を聴いていたようでその後なぜかベルダンディーに告白する。

### 人物以外
ニンジャマスター
マーラーがネズミから生み出した3体の忍。
当初はマーラーによりベルダンディーたちの邪魔をする目的で送り込まれたが、ベルダンディーの説得により全員揃って抜け忍となり、他力本願寺に居候することになった。現在は姿を見せないが、害虫駆除をひそかに生業にしている様子。ただしかつての同族であるネズミには甘いらしく、寺の中をネズミが歩くこともある。
名前はそれぞれ、東海道・山陽新幹線の「こだま」・「ひかり」・「のぞみ」にちなむ。
幻惑の木霊（げんわくのこだま）
声 - 伊藤美紀（CD）、篠原恵美（TV）
閃光の火狩（せんこうのひかり）
声 - 富沢美智恵
千里眼の覗見（せんりがんののぞみ）
声 - ゆかな

三級地霊（さんきゅうじれい）
声 - 千葉一伸
恵が借りたアパートの部屋に昔から住む地霊。歌舞伎役者のような風貌をしている。
地脈を傷つけられたとして住人を追い出してきたが、ベルダンディーに説得され、ネズミに姿を変えて恵を見守ることになるが、当の恵はネズミが大の苦手である。恵に好意を寄せている様子で、その姿ゆえに実らぬ思いであったが、とある事件により微妙に関係が変化している模様。
恐怖の大王
声 - 茶風林
現代の魔界や天上界でも伝説とされる存在で、天上界の神は、大王またはその後継者が地上界に降臨すれば7日間ののちに地上界がすべて焼き尽くされ魔界に制圧されると推測している。また神属の間では魔属がかつて作成した究極破壊プログラムを持つ者として伝わっていたが、ベルダンディーたちの前に現われた大王の正体は魔属の人物ではなく究極破壊プログラムそのものである。
マーラーが買ってきた（TVアニメではマーラーが雪深い山脈の洞窟から見つけ出した）、『ハクション大魔王』に登場するものに似た壺に宿り、マーラーが目覚めさせた当初は幽体のような存在であり、実体を得るため半神半魔の出自であるウルドに憑依。地上界と魔界をつなぐとされ、天上界の神に封印された冥府の門を開放して地上界を魔属の者の勢力下に置き、自身はその王となるべく行動を起こす。ベルダンディーに壺を破壊されると巨大な狼の姿の幻獣フェンリルを出現させ、ウルドの魔力を奪うとウルドの身体から離れ、フェンリルに憑依する。
天上界の神からベルダンディーに与えられたミッドガルドの笛の音から現われ、巨大な白蛇の姿に実体化した対究極破壊プログラムワクチンのミッドガルドによりフェンリルごと一度は消滅させられるが、自身をミッドガルドに転写してこれを乗っ取る。ベルダンディーが実体化したミッドガルドを笛に戻そうとしたため、次の憑依先を求めてスクルドに襲いかかりそれを庇った螢一に憑依する。しかし螢一の意識が抵抗を示したため、螢一に憑依したまま螢一の身体を人質に取りスクルドに冥府の門の封印を解くための道具を造らせる一方、螢一から別の存在への憑依の機会を窺う。そしてベルダンディーへの憑依を試みるが、神属と魔属とでは基本的な波動が異なるため女神の身体には憑依できずに実体を失いかけ、スクルドが投げたフロッピーディスクにデータとして逃げ延びるが、そのフロッピーディスクにスクルドから大型の磁石を近づけられたことにより完全に消滅する。
本田 智恵子（ほんだ ちえこ）
声 - 本多知恵子
螢一の祖父・螢ノ助の知り合いが営んでいた古い高原ホテルに居ついていた思念体。螢ノ助と交わした約束が叶わぬままこの世を去ったが、想いが残り思念体となった。またその約束に関係する想い出のバイクとして、螢ノ助の愛車であった二輪のロールスロイスとも呼ばれる「ブラフ・シューペリア」が登場している。
キャラクター名は、原作者が声優の本多知恵子のファンだったためその名前を引用したもので、後にアニメ化された際、本多が声を担当している。
岩田 みつお（いわた みつお）（岩ちゃん / がんちゃん）
声 - 岩田光央
原作コミックス内の4コマ漫画『ウルドの、小っちゃいって事は便利だね』（上記概要『ああっ女神様っ 小っちゃいって事は便利だねっ』でアニメ化）に登場するネズミ。非常にお気楽な性格で調子に乗りやすい。また、その性格が災いしてか、たびたびウルドとスクルドの玩具にされることもある。「ですだぁ〜」が口癖。
アニメに登場する前に、企画モノCD『特典王〜クレーム対象外編コレクション〜』に登場しているが、この時点では声を担当した声優と同じ名前「岩田みつお」ではなく、「ねずみさん」としてクレジットされている。
ばんぺいくん
スクルドがベルダンディーのお手伝い兼対魔属戦闘用として製作した二足歩行型ロボット。フルネームはばんぺいくんRX（ばんぺいくんあーるえっくす）。
当初は電源を外部に求めていたが後に内蔵となる。スクルドのバイク代わりにもなる。会話能力はないが、人の言葉を理解する能力はある。感情もあるが顔に表情が出ないため、ストーリーが進むにつれ自分の顔面にマジックで表情を描いて感情を表現する方法を多用するようになった。
様々なオプション装備が開発されており、陸海空で活躍するものの、消費電力が大きいためバッテリー切れたり他力本願寺のブレーカーが落ちることもしばしば。普段は他力本願寺の周辺警備（主に対魔属）を行っているが、寺を訪れる人を侵入者と誤認して攻撃することもある。
また、ばんぺいくんをそのまま小型化したような容姿の「みまわりくん」というロボットもスクルドによって開発されている。
シーグル［Sigel］）
声 - 日高里菜
（ルーン文字：「生命」のルーン、ラテン文字転写はs）ばんぺいくんが好意を抱いた少女型ディスプレイ用人形。当初は「いらっしゃいませロボ」と呼ばれていたが、のちにベルダンディーにより正式に命名された。
駄菓子屋で宣伝用に置かれ、体内に内蔵されたレコードで「いらっしゃいませ」「ありがとうございました」と喋っていた。その後廃棄されるが千尋に拾われ、それを譲り受けたスクルドの手により人間そっくりのアンドロイドとなる。改造によりスクルドに似た潔癖な性格となったため、スクルドにしか懐かず、ばんぺいくんにはきつく当たることが多いが、ばんぺいくんを信頼している節もある。
ロケットパンチなど妙な装備が内蔵されている。ばんぺいくんと共に他力本願寺の警備に就いているらしく、森里桂馬に対して魔属と間違えて攻撃を仕掛けたことがある。
ストリングフェローホーキ
ウルドの所有する天界最速の箒。
とかく惚れっぽいが、時には「漢の意地」を見せるなど、かなりいなせな性格である。ベルダンディーに惚れたため、螢一を恋敵扱いする。
名前の由来はアメリカのテレビドラマ『超音速攻撃ヘリ エアーウルフ』の主人公ストリングフェロー・ホークから。
グリューエンデスヘルツ
ヴェルスパーが1級魔（猫に転生する前）だった頃、魔界の箒レースを8連覇した際の愛機。同じ条件ならストリングフェローホーキより速いが、短距離型で、スタミナに難がある。現在の所有者はヒルド。女性人格。
いちおう箒（ただの掃除道具ではなく、神属、魔属を乗せて飛行するための道具）に分類されるが、実際は箒状の柄を持つ掃除機。掃除機としてはかなり便利なようで、魔法駆動でコードレス。ヒルドによれば「紙パック要らず」だそうである。
搭乗者の心配がないならば、機体損傷のおそれもなく、狭い空間でも超音速で飛び回れる。
ゲート［Gate］
天上界や地上界・その他の世界（異次元）をつなぐ存在で、一つにして全ての存在。それ自体が意思を持ち、通過する者（女神など）の情報を転写・吸収する能力があり、知識欲や好奇心の塊である。
情報量の増大を求めて自主ストライキを敢行、ペイオースの天上界への帰還を妨害する。ペイオースと三女神らに実体を召喚され、巨大な鍵のような杖を従えた幼女の姿で登場する。
女神らよりも高次の存在らしく、様々な次元を連結する役割をしているが、性格的には幼く、わがまま奔放。自身の持つ好奇心に忠実で、実体化したのも通過する情報をただ受動的に得るのではなく「自分で体験したい」という欲求のためで、特に恋愛感情に興味を示す。
本作のゲートは1人ではなく、天上界と異なる世界をつなぐゲートのそれぞれに1人ずついる。また、ゲートは個にして全である存在のため得た情報は連結・並列化され、個々のゲートは同じ知識・情報を持っている。
ローレライの一族
水を司る水棲族のような姿をした一族。性格は異常なほど温厚であるが、能力は高い。
天使喰い（てんしぐい）
天使を捕食するとされる幻獣。天上界では天使喰いに直接触れることすら危険とされ、ゆえに習性などに関する研究があまり進んでいない。ユグドラシルに封じられていたがヒルドとマーラーにより解き放たれ、「天使を女神から引き離し、代わりに使い魔を仕わせると女神は魔属の者になるのか」とのヒルドの興味に利用される。
銀時計の精（ぎんどけいのせい）
声 - 富沢美智恵
PlayStation 2版のゲームのみに登場。銀髪で魔属の女性に近い容姿を持つが、魔属でも神属でもないいわば精霊であるため顔に紋章がない。性格は悲観的。人々が長年使ってきた懐中時計に魂が宿りそれが精霊となった。長い時の中で無人島で時を刻み続けていた。